# Aleksandr Vladimirovich Buzgalin
Aleksandr Vladimirovich Buzgalin (tiếng Nga: Александр Владимирович Бузгалин; 19 tháng 7 năm 1954 – 18 tháng 10 năm 2023) là một nhà Marxist người Nga. Ông là giáo sư tại đại học Nhà nước Moskva  và là người phối hợp phong trào xã hội "Con đường khác". Ông cũng là thành viên của Ủy ban tổ chức Diễn đàn Xã hội Nga.

## Chức vụ
Tại đại học Nhà nước Moskva, Buzgalindajy ở khoa Kinh tế, và là Chủ tịch của ban lý thuyết kinh tế và kinh tế chính trị. Ông là trưởng ban biên tập của tạp chí xuất bản hàng quý "Con đường khác", Giám đốc Trung tâm (nhóm nghiên cứu) về "Kinh tế tri thức" Khoa Kinh tế Chính trị, Trưởng ban kinh tế-xã hội phòng Kinh tế Chính trị và Trung tâm "Xã hội Tri thức." Ngoài ra ông còn là Giám đốc của Viện xã hội-kinh tế Moskva, Đại học Luật và Tài chính, thành viên của ban biên tập của một số tạp chí trong nước và quốc tế, v.v... Buzgalin cũng là Phó Chủ tịch thứ nhất của Ban tổ chức thường trực của Diễn đàn Kinh tế Moskva; Điều phối viên của Hiệp hội Chính trị-Kinh tế của các nước CIS (Cộng đồng các Quốc gia Độc lập); Phó Chủ tịch thứ nhất của Phong trào Công "Giáo dục cho tất cả."